# ゲチョ
ゲチョ（バスク語: Getxo, スペイン語: Guecho）は、スペイン・バスク州ビスカヤ県のムニシピオ（基礎自治体）。公式名はバスク語名のGetxo。ビルバオ都市圏の一部を形成し、ビルバオのベッドタウンである。2014年の人口は79,544人であり、ビスカヤ県第3位だった。

## 歴史

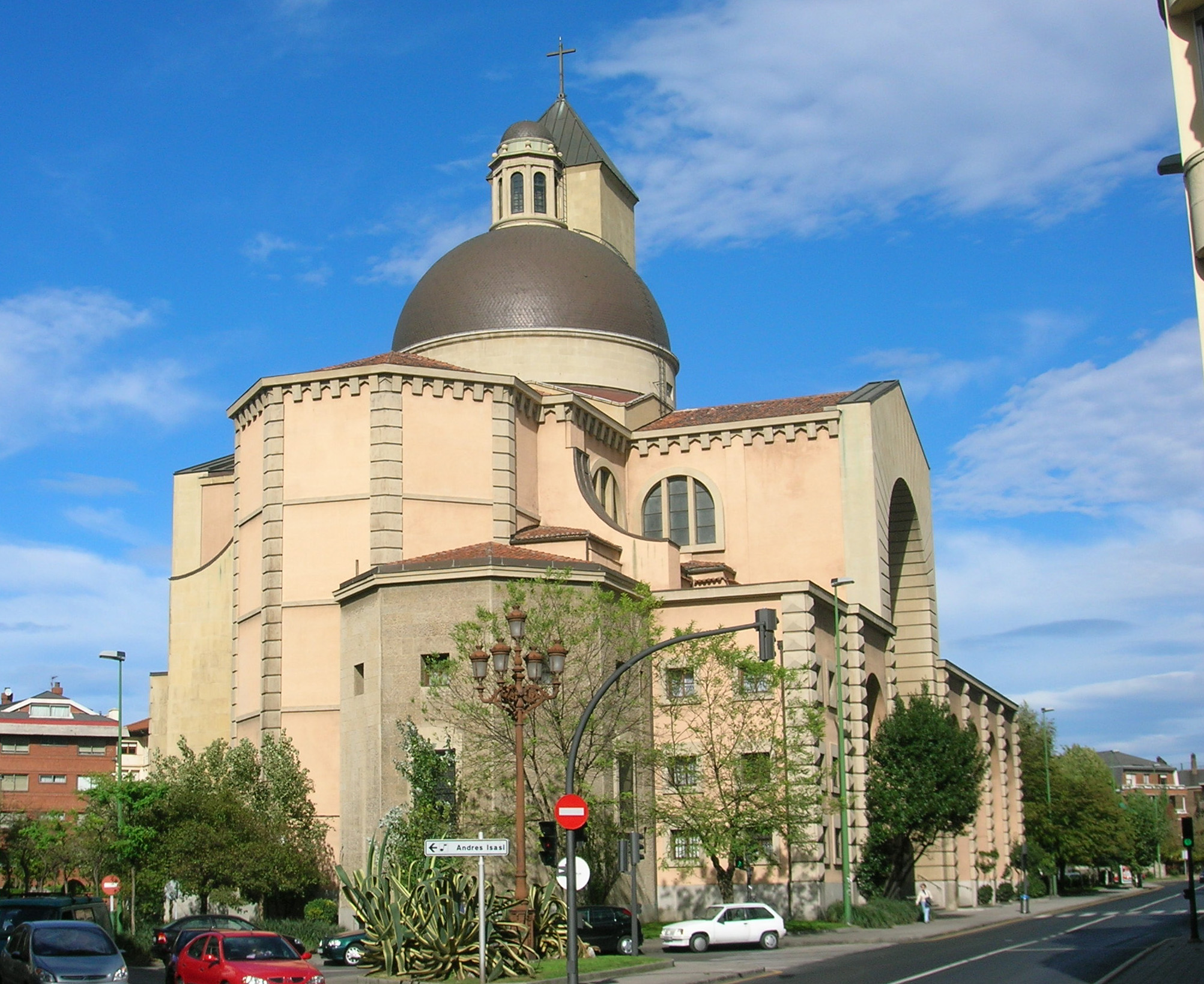
ラス・アレナスにある、ヌエストラ・セニョーラ・デ・ラス・メルセデス教会

ゲチョは元々は教区であり、ビルバオ河口の広い砂浜を含む小さな漁村アルゴルタがあった。湾の北端を成すガレア岬からほど遠くないところにゲチョの聖母教会があり、そこで教区会議が開かれていた。
19世紀にバスクで産業革命が起こると、ゲチョはブルジョワ階級の住宅地となっていった。住宅地はネグリ（バスク語で冬の町を意味する）と呼ばれるようになった。アルゴルタ村はサン・ニコラース教会の周辺が発展していった。入り江を運河とするためにゲチョの砂浜が提供され、この地区はラス・アレナス（スペイン語で砂地を意味する）と呼ばれるようになった。ビルバオへと向かう道路の反対側、ラス・アレナス近くには、ロモと呼ばれる労働者階級の住宅地ができあがっていった。ついには20世紀に入り、都市化はゲチョの聖母教会のある田園地帯にまで達した。バスク自治政府初代レンダカリのホセ・アントニオ・アギーレはゲチョの首長を務めたことがある。
ゲチョは、ウリベ＝コスタの名で知られる郊外と同じく、1980年代と1990年代に急速に発展した。1980年代初頭には人口約50,000人であったが、現在は80,000人を超えている。ゲチョ周囲の自治体、レイオア、ベランゴ、ソペラナも同時期に人口を増加させた。

## 言語
ゲチョ市当局の調査によると、ゲチョ人口の48.56％がバスク語を話せない。19.9％がバスク語を話せ、残りの31.5％はバスク語を理解できる。一方で、バスク語話者割合は1981年の9％から2001年の19.9％へ増加している。日常生活でバスク語だけを話す人は4.83％である。この理由として、児童や若者など若年層でバスク語話者割合が増加していることが挙げられる。

## 交通
ビルバオからゲチョへは、メトロ・ビルバオを利用していくことができる。湾に架かるビスカヤ橋を利用して、対岸のポルトゥガレテとの往来も可能である。ポーツマスへ向かうフェリー便が、ゲチョ近郊のサントゥルセで就航しており、ビルバオ空港のあるロイウも近い。

## スポーツ

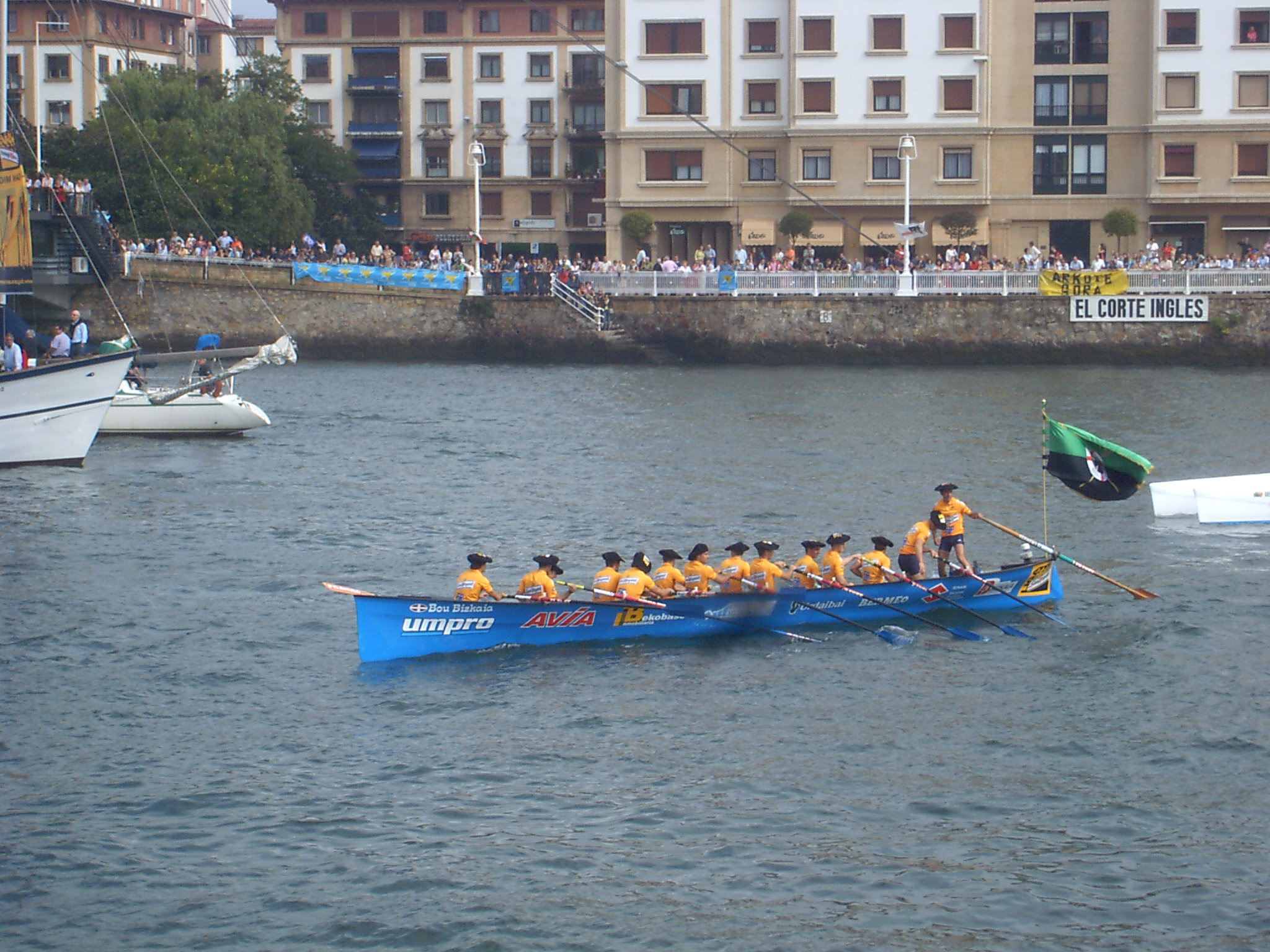
ゲチョのラス・アレナス地区沖を通過するトライネラ

1924年以降、毎年7月にはシルクイト・デ・ゲチョという名称のワンデー自転車ロードレースが開催されている。2005年以降、このレースはUCIヨーロッパツアーに組み込まれている。
毎年、ゲチョにあるボートクラブのひとつが、ビルバオ河口でゲチョ旗と呼ばれるトライネラ（ビスケー湾独自の伝統的な小型ボート）の漕艇競技大会を組織している。ゲチョが面する水面ではゲチョ旗のほかに、サントゥルツィ旗、ネルビオン・グランプリなどの漕艇競技大会が開催されている。
ゲチョにはいくつかのサッカークラブがあり、もっとも有名なクラブはアレナス・クルブ・デ・ゲチョである。アレナス・クルブは1919年のコパ・デル・レイで優勝し、1929年にリーガ・エスパニョーラ（全国選手権）が創設された際にはプリメーラ・ディビシオンに参加した。
ラグビーユニオンクラブのゲチョ・ラグビー・タルデアはディビシオン・デ・オノールに参加している。
ゲチョにはこれらのクラブのほかに、ゴルフ、バスクの伝統的スポーツ、バスク・ペロタ、スケート、ヒッチハイク、自転車競技、セーリング、バスケットボール、サーフィン、フィッシング、体操競技、トライアスロン、新体操、ハンドボール、フットサル、チェス、テニス、パドルテニス、乗馬、ホッケー、ボクシング、その他のスポーツのクラブが存在する。

## 政治

### 議会
| ゲチョ議会選挙結果                               | 1979   | 1979 | 1983   | 1983 | 1987   | 1987 | 1991   | 1991 | 1995   | 1995 | 1999   | 1999 | 2003   | 2003 | 2007   | 2007 | 2011   | 2011 |
| 政党                                             | 得票   | 議席 | 得票   | 議席 | 得票   | 議席 | 得票   | 議席 | 得票   | 議席 | 得票   | 議席 | 得票   | 議席 | 得票   | 議席 | 得票   | 議席 |
| ------------------------------------------------ | ------ | ---- | ------ | ---- | ------ | ---- | ------ | ---- | ------ | ---- | ------ | ---- | ------ | ---- | ------ | ---- | ------ | ---- |
| バスク民族主義党 (PNV)                           | 45.37% | 13   | 46.15% | 12   | 31.87% | 9    | 38.42% | 11   | 36.29% | 10   | 37.98% | 11   | 43.39% | 11 a | 35.88% | 10   | 33.70% | 10   |
| 国民党 (PP) / 国民同盟 (AP) / 民主中道連合 (UCD) | 23.25% | 6    | 19.68% | 5    | 14.35% | 4    | 20.53% | 5    | 30.65% | 8    | 33.76% | 9    | 33.40% | 9    | 33.85% | 10   | 30.83% | 9    |
| ビルドゥ                                         |        |      |        |      |        |      |        |      |        |      |        |      |        |      |        |      | 16.75% | 4    |
| バスク社会党 (PSE-EE) / (PSE-PSOE)               | 6.46%  | 1    | 15.27% | 4    | 9.70%  | 2    | 10.40% | 2    | 8.66%  | 2    | 10.05% | 2    | 13.18% | 3    | 16.18% | 4    | 9.91%  | 2    |
| バスク統一左翼(EB-B) / バスク共産党 (PCE-EPK)    | 2.58%  | -    | 1.24%  | -    | 0.72%  | -    | 1.17%  | -    | 7.19%  | 1    | 4.22%  | -    | 7.34%  | 2    | 6.62%  | 1    | 2.54%  | -    |
| EA                                               |        |      |        |      | 14.53% | 4    | 8.76%  | 2    | 7.90%  | 2    |        |      |        |      | 4.07%  |      |        |      |
| バスク市民(EH) / エリ・バタスナ(HB)              | 16.75% | 5    | 10.15% | 2    | 14.60% | 4    | 12.65% | 3    | 9.30%  | 2    | 13.36% | 3    |        |      |        |      |        |      |
| エウスカディコ・エスケラ (EE)                    | 4.38%  | -    | 7.51%  | 2    | 10.42% | 2    | 7.72%  | 2    |        |      |        |      |        |      |        |      |        |      |

### 歴代首長
| 任期      | 首長名                                                                     | 政党                                                  |
| --------- | -------------------------------------------------------------------------- | ----------------------------------------------------- |
| 1979–1983 | Jesús Javier Aguirre Bilbao(79-80) Francisco Javier Urrechua Líbano(80-83) | バスク民族主義党 (EAJ-PNV) バスク民族主義党 (EAJ-PNV) |
| 1983–1987 | Juan Ramón Barquín Gaztelurrutia                                           | バスク民族主義党 (EAJ-PNV)                            |
| 1987–1991 | Javier de Sarria Landarte                                                  | バスク民族主義党 (EAJ-PNV)                            |
| 1991–1995 | Humberto Cirarda Ortiz de Antiñano                                         | バスク民族主義党 (EAJ-PNV)                            |
| 1995–1999 | Humberto Cirarda Ortiz de Antiñano                                         | バスク民族主義党 (EAJ-PNV)                            |
| 1999–2003 | Iñaki Zarraoa                                                              | バスク民族主義党 (EAJ-PNV)                            |
| 2003–2007 | Iñaki Zarraoa                                                              | バスク民族主義党 (EAJ-PNV)                            |
| 2007–2011 | Imanol Landa                                                               | バスク民族主義党 (EAJ-PNV)                            |
| 2011–2015 | Imanol Landa                                                               | バスク民族主義党 (EAJ-PNV)                            |
| 2015–2019 | Imanol Landa                                                               | バスク民族主義党 (EAJ-PNV)                            |
| 2019–2023 | n/d                                                                        | n/d                                                   |
| 2023–     | n/d                                                                        | n/d                                                   |

## 人口
| ゲチョの人口推移 1842－2011                             |
|                                                         |
| 出典:INE（スペイン国立統計局）1900年 - 1991年、1996年 - |

## 出身著名人
- ペドロ・モレネス - 政治家。スペイン防衛大臣（2011年-）。
- フェルナンド・ベラスケス - 映画音楽作曲家。
- パロマ・オシェア - ピアニスト・メセナ。
- アルバロ・フエンテス - ミュージシャン。ラ・オレハ・デ・バン・ゴッホのギタリスト。
- フェデリコ・クルトヴィッヒ - 言語学者・政治活動家。
- ラミロ・ピニーリャ - 著作家。
- ウナイ・エロリアガ - 著作家。
- ペドロ・バリャーナ - サッカー選手。
- ナチョ・ゴンサーレス - サッカー選手。
- ホセ・マリア・サラガ - サッカー選手。
- イニィーゴ・ランダルセ - 自転車競技選手。